# Ecballium elaterium
El cohombrillo amargo, pepinillo del diablo o elaterio (Ecballium elaterium) es una planta herbácea perenne de la familia de las Cucurbitáceas, única especie conocida del género Ecballium, género que se caracteriza —entre otras cosas—  por ser el único de la familia que no tiene zarcillos.

## Características

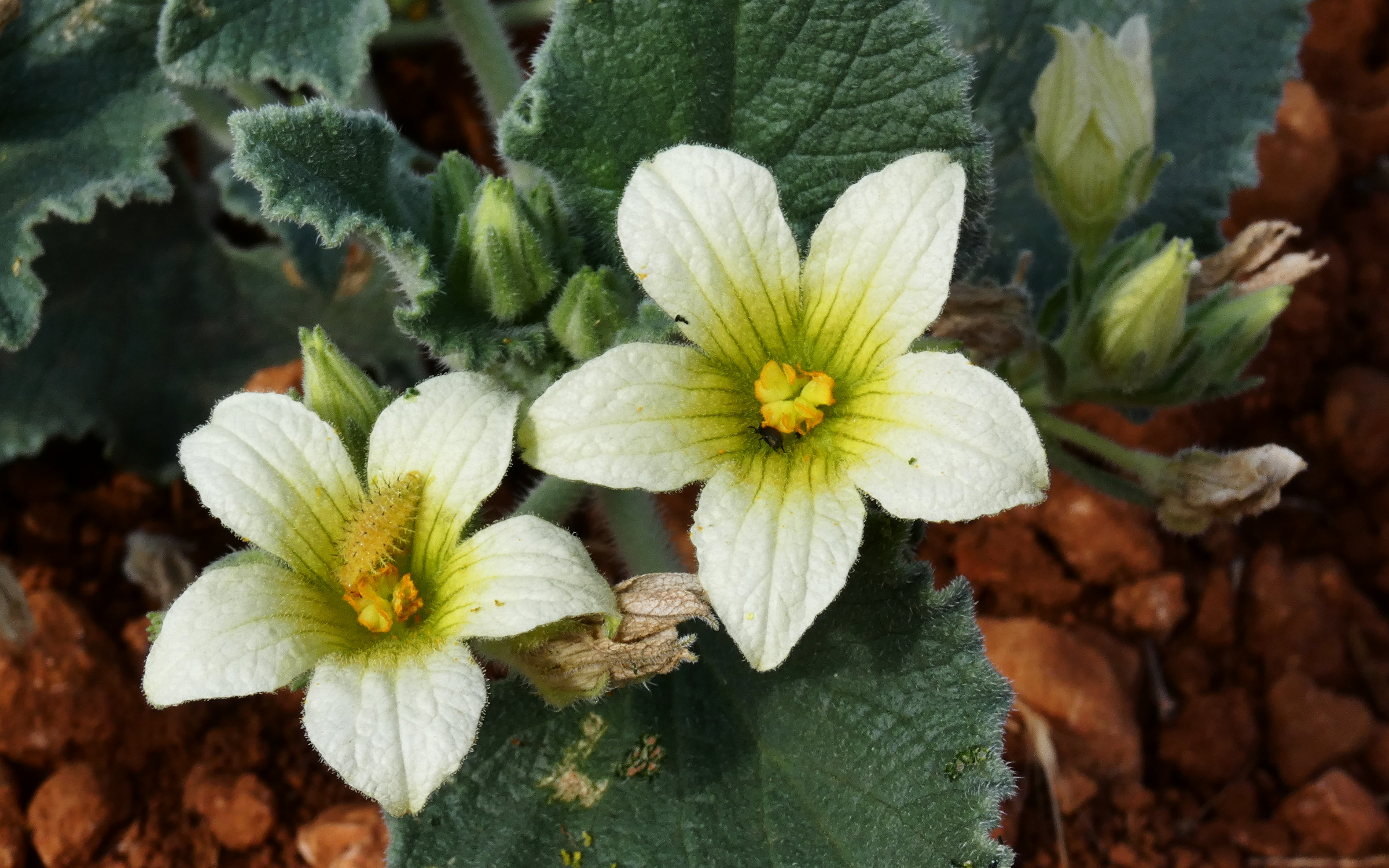
Flores de pepinillo del diablo

De tallos rastreros, hojas acorazonadas en forma triangular, gruesas e irregularmente dentadas, cuyo envés es áspero por sus duros pelos, desagradables al tacto pero no espinosos. Flores amarillentas, ligeramente acampanadas, de unos 2,5 cm de diámetro y cinco pétalos.
Fruto ovoide péndulo, muy característico, de 4 a 5 cm de longitud, sostenido por un largo pedúnculo que se va hinchando poco a poco hasta que la presión interior lo rompe. Por el orificio, saldrán a presión las semillas, llegando a alcanzar una distancia de hasta tres metros. Cuando el fruto está maduro, el más mínimo roce provoca su estallido por la presión hidrostática.

## Distribución

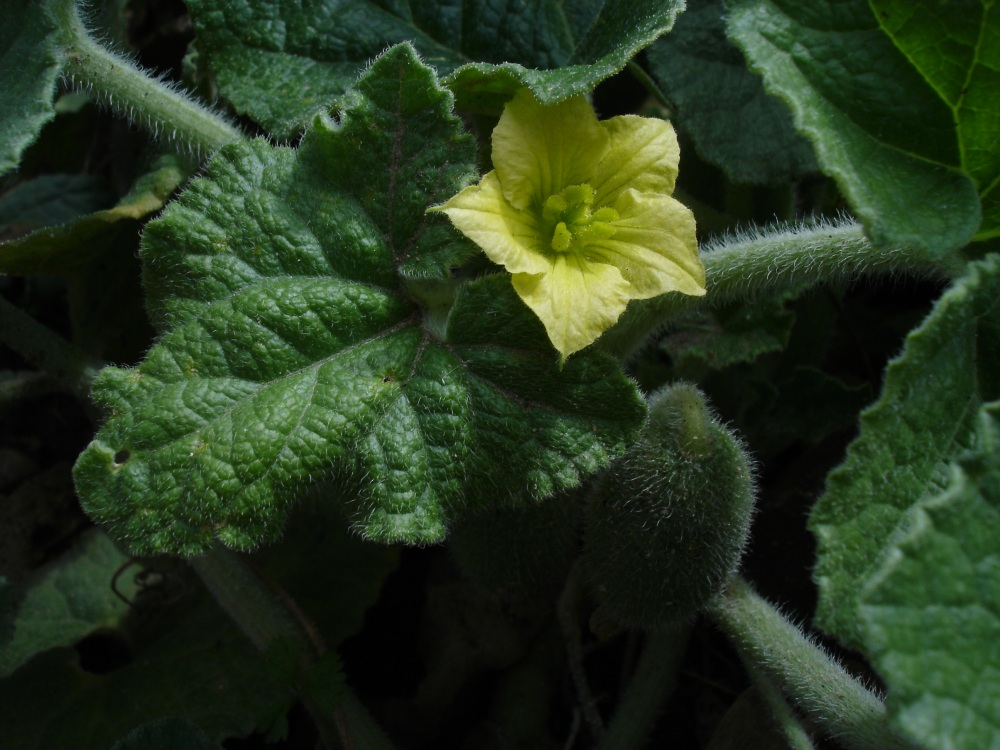
Flor y hojas

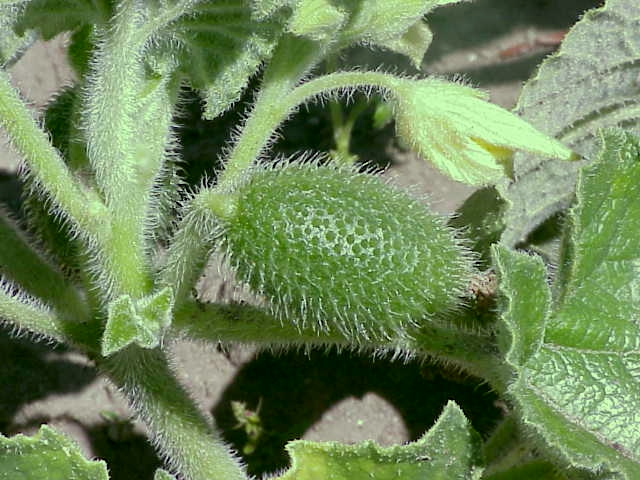
Elaterio inmaduro de Ecballium elaterium, el pepinillo del diablo

Circum-Mediterráneo, y hasta Armenia y Macaronesia; en barbechos, bordes de camino, etc.; algo nitrófila.

## Usos
Toda la planta es tóxica ya que contiene elaterina y cucurbitacina que son compuestos muy tóxicos de acción purgante. Antiguamente sus frutos fueron usados en medicina.
Por vía interna puede causar graves trastornos gastroenteríticos con hemorragias, en caso de dosis excesivas incluso la muerte. En estado de gravidez es abortivo.

## Taxonomía
Ecballium elaterium fue descrita por (L.) A.Rich. y publicado en Dictionnaire classique d'histoire naturelle 6: 19. 1824.
Sinónimos
- Momordica elaterium L., Sp. Pl., 2, 1010, 1753. Basiónimo
- Bryonia elaterium (L.) E.H.L.Krause
- Ecballium agreste Rchb.
- Ecballium officinaleT.Nees
- Ecballium officinarum Rich. ex M.Roem.
- Ecballium purgans Schrad.
- Elaterium cordifolium Moench
- Momordica aspera Lam. Sin resolver
- Momordica ecirrhata Stokes Sin resolver
- Momordica elastica Salisb. Sin resolver[5]

## Nombres vernáculos
- En Andalucía y Extremadura: saltaojos, verdelobo y/o berdelobo.
- Castellano: alficoz, balsamina picante, calabacilla hedionda, chumbuti, cocombrillo salvaje, cogombrillo amargo, cogombro, cogombro amerch, cogombro silvestre, cohombrillo, cohombrillo amargo, cohombro, cohombro amargo, cohondrillo amargo, cojombrillo, hierba del diablo, meloncicos, meloncillos del diablo, meloncillos locos, momordico, pan de puerco, pepinillo, pepinillo amargo, pepinillo borde, pepinillo del diablo, pepinillo loco, pepino amargo, pepino borde, pepino de lagarto, pepino del diablo, pepinos de lagarto, pepinillo cobete, planta explotijadora [6]